# Zubtsovsky (huyện)
Huyện Zubtsovsky (tiếng Nga: Зубцо́вский райо́н) là một huyện (raion) hành chính của tỉnh Tver, Nga. Nó nằm ở mạn nam của tỉnh và tiếp giáp với huyện Staritsky về phía bắc, huyện Lotoshinsky của tỉnh Moskva về phía đông bắc, huyện Shakhovskoy, cũng của tỉnh Moskva, về phía đông, huyện Gagarinsky của tỉnh Smolensk về phiá nam, huyện Sychyovsky, cũng của tỉnh Smolensk, về phía tây nam, và với huyện Rzhevsky về phía tây. Diện tích của huyện là 2.166,5 kilômét vuông (836,5 dặm vuông Anh). Trung tâm hành chính của huyện là thị trấn Zubtsov. Dân số: 17.216 người (thống kê 2010);  19.398 (Điều tra dân số 2002); 21.950 (Điều tra dân số năm 1989). Dân số huyện lỵ Zubtsov chiếm 40,2% dân số toàn huyện.